# Salia Jusu-Sheriff
Salia Jusu-Sheriff (* 1. Juni 1929 in Jojoima, Kolonie und Protektorat Sierra Leone; † 19. Dezember 2009 in London, Vereinigtes Königreich) war ein sierra-leonischer Politiker der Sierra Leone People’s Party (SLPP).
Jusu-Sheriff wurde als Sohn eines muslimischen Mandingo und einer Mende-Mutter geboren. Er studierte Buchführung in seinem Heimatland und dem Vereinigten Königreich. Anschließend lehrte er in Bo. 1960 machte er eine Fortbildung zum Chartered Accountant. Zur selben Zeit ging Jusu-Sheriff in die Politik und wurde 1962 ins Parlament gewählt. Bis 1967 besetzte er zahlreiche Positionen im Kabinett. Mit Machtübernahme durch Siaka Stevens 1968 wurde Jusu-Sheriff Gesundheitsminister. Wenig später legte er sein Amt nieder, kehrte aber einige Jahre danach als Parteivorsitzender der SLPP ins Parlament und Kabinett zurück.
Von Mai 1982 bis September 1984 war er Finanzminister. Am 4. April 1987 wurde Jusu-Sheriff zum 2. Vizestaatspräsidenten ernannt. Dieses Amt hatte er bis 1991 inne.
Jusu-Sherrif war mit Gladys Jusu-Sheriff verheiratet, mit der er fünf Kinder hatte.